# Filmothèque du quartier latin
La Filmothèque du quartier latin es un cine situado en el n.º 9 de la rue Champollion en el V distrito de París (Francia). Tiene dos salas, la roja (Marilyn) con 97 localidades y la azul (Audrey) con 66.

## Programación

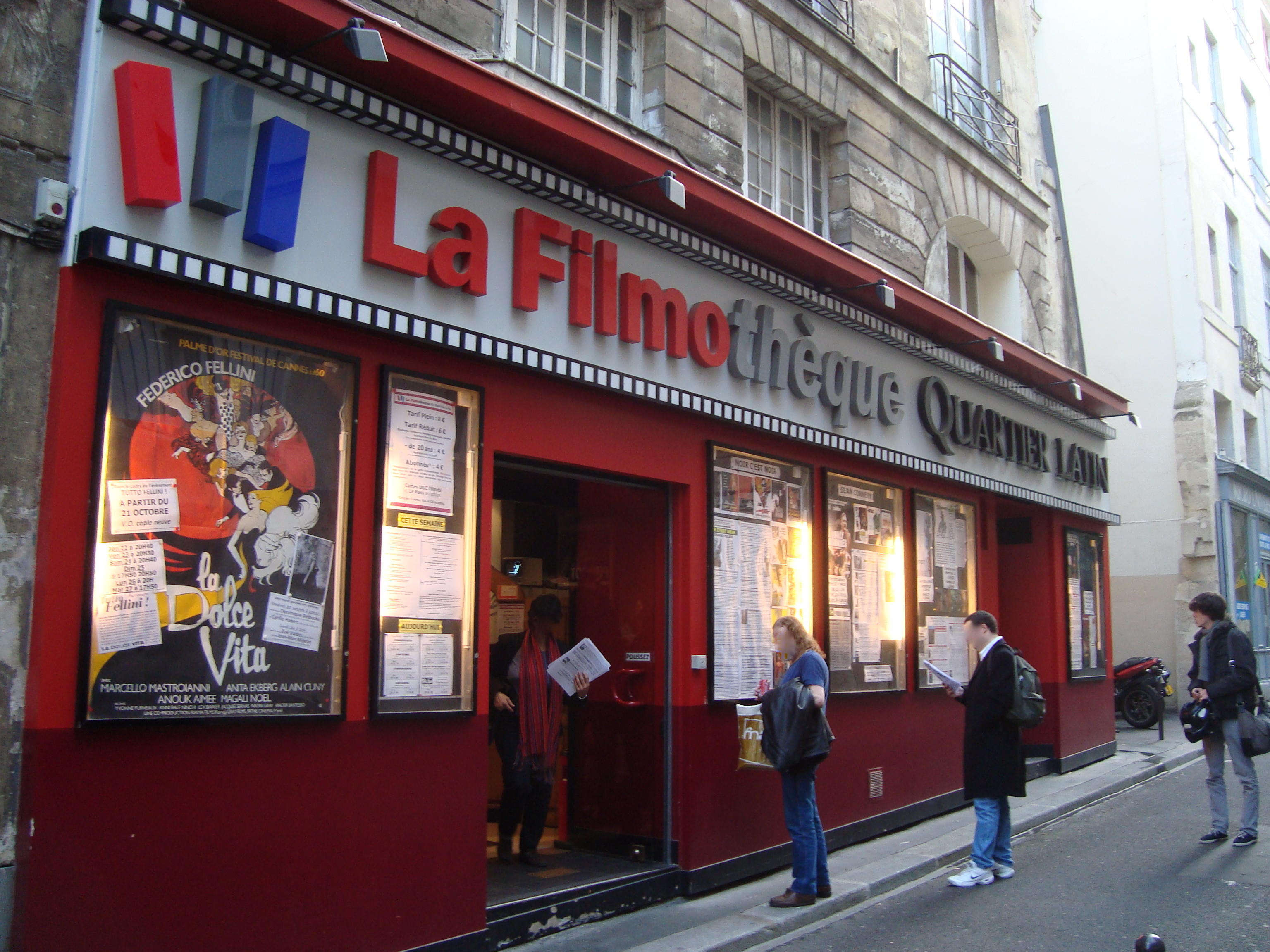
Fachada de la Filmothèque du quartier latin.

El cine es conocido por su programación de películas clásicas, pero principalmente por los festivales cinematográficos que organiza.

## Algunos festivales
- 8º festival de cine turco de París (del 10 al 19 de marzo de 2011)
- 7º festival de cine turco de París (del 9 al 16 de marzo de 2010)
- «Les 25 ans de Light Cone» (cine experimental, del 12 al 15  de septiembre de 2007)
- festival de cine kurdo: «Festival de cinéma kurde de París» (del 19 al 25 de noviembre de 2008)
- festival de cine húngaro: (del 1 al 4 de noviembre de 2007)
- festival de cine libanés : Programa (del 3 al 14 de julio de 2007)
- Festival de cine finés : « Filmeurs du Grand Nord » (del 7 al 29 de abril de 2008)
- Festival de cine ucraniano (del 4 al 10 de junio de 2008)